# Агент по кличке Спот
«Агент по кличке Спот» (англ. See Spot Run) — американский комедийный фильм, снятый в 2001 году.
Фильм получил в основном негативные оценки критиков; Rotten Tomatoes, основываясь на 77 обзорах фильма, дали ему рейтинг в 23 %, со средней оценкой 3,7 из 10.

## Сюжет
Несокрушимый агент 11 может справиться с любым бандитом! И вот, после очередного дела - захвата бандитов и их босса, Санни, Спота выгружают через грузовик. В этот момент мы узнаём ещё одного главного героя — Гордона Смита, почтальона, развозившего письма.
Он влюблён в Стефани, но её муж, не зная, что такое хорошее поведение, оскорбляет Гордона, со злыми шуточками и нехорошими словами, одним словом — зайка.
Иная проблема связана со  Стефани — та оставляет своего сына, Джеймса на попечение Смиту. В то же время пёс 11 выпрыгивает из фургона и залезает к Гордону. Джеймс говорит своей маме, что ему подарили собаку, на самом деле — игрушечную, но Джеймс имеет в виду, что того агента, однако его мать не понимает, что к ним в дом забрался настоящий агент!
Гордон начинает играть с 11-м, думая, что тот обучен всем собачьим умениям, однако  хозяин  сказал псу в детстве, чтобы тот не играл ни в какие игры, даже если ему это очень хочется. Джеймс заставляет Смита оставить 11, и даёт ему имя — Спот. Подчинённые того бандита, Санни, идут на розыски Спота. Но им это не удаётся. В магазине троица устраивает бандитам небольшой спектакль, благодаря чему, Санни сам решается схватить собаку.
ФБР находят пса, благодарят Смита, и уезжают, однако Джеймс воспринимает это очень болезненно, и даже решается сбежать, лишь бы найти Спота. Гордону удается найти Джеймса и Спота, а также вдобавок устраивает заварушку бандитам, но Санни берет в плен почтальона, мальчика и одного из полицейских, то есть — хозяина Спота.
Как раз в это время, Спот выводит из строя Санни, и его людей, тем самым, ФБР арестовывают мафию. Гордон объясняет, в то время, когда Мюрдок, хозяин Спота, собирается увести его, про то, что ФБР это только работа, а не семья, и предлагает сделать выбор Споту. Спот выбирает Гордона и Джеймса. Наконец, когда Стефани в злости, выгоняет Спота и Гордона, Джеймс всё ей рассказывает, что приводит к примирению сторон.

## В ролях
- Дэвид Аркетт — Гордон Смит
- Майкл Кларк Дункан — Аксель Мюрдок
- Ангус Джонс — Джеймс
- Лесли Бибб — Стефани
- Каван Смит — приёмный отец Джеймса
- Энтони Андерсон — Бенни
- Пол Сорвино — Санни Талиа